# زنة
زَنَّة أو سركوسبورا (الاسم العلمي: Cercospora)، جنس فطور مجهرية من مسببات الأمراض للنبات تنتمي إلى فصيلة ميكوسفارليات.